# Astor de Cooper
L'astor de Cooper o esparver de Cooper (Astur cooperii; syn: Accipiter cooperii) és un ocell rapinyaire de la família dels accipítrids (Accipitridae). Viu als boscos d'Amèrica del Nord, criant des del sud del Canadà i els Estats Units fins Baixa Califòrnia i les muntanyes del nord-oest de Mèxic. L'hivern arriba fins a Costa Rica i Panamà. El seu estat de conservació es considera de risc mínim.

## Morfologia
- De grandària intermèdia entre l'esparver i l'astor d'Europa.
- Femelles majors que els mascles, amb una llargària de 42 -50 cm i un pes 330-680 grams, mentre els mascles fan 35 – 46 cm i 220-410 respectivament. 62-90 cm d'envergadura.[6]
- Ales arrodonides i cua molt llarga.
- Els adults tenen els ulls vermells. Capell fosc, parts superiors blau-grisenc i inferiors blanques amb fines barres de color vermellós.
- Cua blau grisenc per la part superior i pàl·lida per sota, amb bandes negres.

## Taxonomia
Tradicionalment l'astor de Cooper estava classificat dins el gènere Accipiter. Tanmateix, estudis filogenètics moleculars van trobar que aquest gènere era polifilètic i es va proposar reordenar les seves espècies en 5 gèneres monofilètics. En base a aquests estudis, el Congrés Ornitològic Internacional, en la seva llista mundial d'ocells (versió 14.2, 2024) transferí aquesta espècie al gènere Astur, que fou recuperat per a tal fí.
Segons el Handook of the Birds of the World i la quarta versió de la BirdLife International Checklist of the birds of the world (Desembre 2019), aquest tàxon apareix classificat dins del gènere Accipiter.